# Omar Longhi
Omar Longhi (* 20. März 1980 in Cles) ist ein ehemaliger italienischer Skirennläufer. Seine Spezialdisziplin war der Riesenslalom. Er gewann ein Europacuprennen und fuhr im Weltcup einmal unter die besten 20.

## Biografie
Longhi wuchs am Tonalepass auf und bestritt im Dezember 1995 seine ersten FIS-Rennen, aber erst im April 1998 konnte er sich erstmals unter den besten zehn klassieren. Der erste Sieg folgte im Februar 2000 in einem Slalom in Carona. Kurz darauf nahm er an den Juniorenweltmeisterschaften 2000 in der kanadischen Provinz Québec teil, wo er den neunten Platz im Slalom und den elften Rang im Riesenslalom belegte.
Das erste Europacuprennen bestritt Longhi im Dezember 1998, ab der Saison 2000/01 startete er regelmäßig in dieser Rennserie. Die ersten Punkte gewann er im Februar 2001 im Slalom von Bad Wiessee. Im Dezember 2001 erreichte er mit Platz 16 im Riesenslalom von Damüls sein für längere Zeit bestes Ergebnis. Nach einem Bandscheibenvorfall im Februar 2004, der für ihn das vorzeitige Saisonende bedeutete, konnte er sich Anfang Dezember 2004 in den Riesenslaloms von Levi zweimal unter den besten 15 klassieren. Eine Woche später gelang ihm mit Platz neun im Riesenslalom von Valloire der erste Top-10-Platz. Während der nächsten zwei Jahre konnte er sich mehrmals unter den besten 15, einige Male auch unter den besten zehn platzieren. Im März 2006 zog er sich bei den italienischen Meisterschaften Bänderverletzungen im linken Knie zu. Ab Beginn des nächsten Winters konnte er aber wieder an Wettkämpfen teilnehmen und am 15. Dezember 2006 gelang ihm als Zweiter im Riesenslalom von St. Vigil der erste Podestplatz im Europacup.
Zwei Tage später durfte Longhi im Riesenslalom auf der Gran Risa in Alta Badia erstmals im Weltcup starten. Nach einem schweren Fehler im zweiten Lauf konnte er sich nur an 29. und letzter Stelle platzieren, gewann damit aber seine ersten Weltcuppunkte. Vier Tage danach, am 21. Dezember 2006, erreichte er im Riesenslalom von Hinterstoder mit der zweitbesten Laufzeit im zweiten Durchgang den 20. Platz und damit sein bestes Weltcupergebnis. Anfang Januar musste er die Saison aufgrund eines weiteren Bandscheibenvorfalls und einer notwendigen Operation vorzeitig beenden.
In den Saisonen 2007/08 und 2008/09 kam der Italiener nur sporadisch in Riesenslaloms im Weltcup zum Einsatz und konnte sich in keinem dieser Rennen für den zweiten Durchgang qualifizieren. Im Europacup fuhr er mehrmals unter die besten 20 und am 6. Februar 2009 gelang ihm mit Platz zwei im Riesenslalom von Soldeu der zweite Podestplatz. Den ersten und einzigen Sieg im Europacup feierte er am 2. Dezember 2009, als er den Riesenslalom in Val Thorens mit drei Zehntelsekunden Vorsprung auf den Franzosen Alexandre Anselmet gewann. Mit drei weiteren Top-10-Platzierungen erzielte er in der Saison 2009/10 den siebenten Rang im Riesenslalomklassement. Am 29. Januar 2010 gewann er als 29. des Riesenslaloms von Kranjska Gora erstmals seit vier Jahren und zum insgesamt dritten Mal Weltcuppunkte. Es blieb sein letzter Punktegewinn, denn am folgenden Tag bestritt er mit dem zweiten Riesenslalom in Kranjska Gora sein zehntes und letztes Weltcuprennen. Am Beginn des nächsten Winters startete er anfangs noch im Europacup, musste aber ab Mitte Dezember wegen einer neuerlichen Verletzung zwei Monate pausieren. Schließlich beendete Longhi mit den italienischen Meisterschaften Ende März 2011 seine Karriere.

## Erfolge

### Weltcup
- Drei Platzierungen unter den besten 30

### Europacup
- Saison 2009/10: 7. Riesenslalomwertung
- Vier Podestplätze, davon ein Sieg:

| Datum            | Ort         | Land       | Disziplin    |
| ---------------- | ----------- | ---------- | ------------ |
| 2. Dezember 2009 | Val Thorens | Frankreich | Riesenslalom |

### Juniorenweltmeisterschaften
- Québec 2000: 9. Slalom, 11. Riesenslalom

### Weitere Erfolge
- Sechs Siege in FIS-Rennen